# YZ Canis Minoris

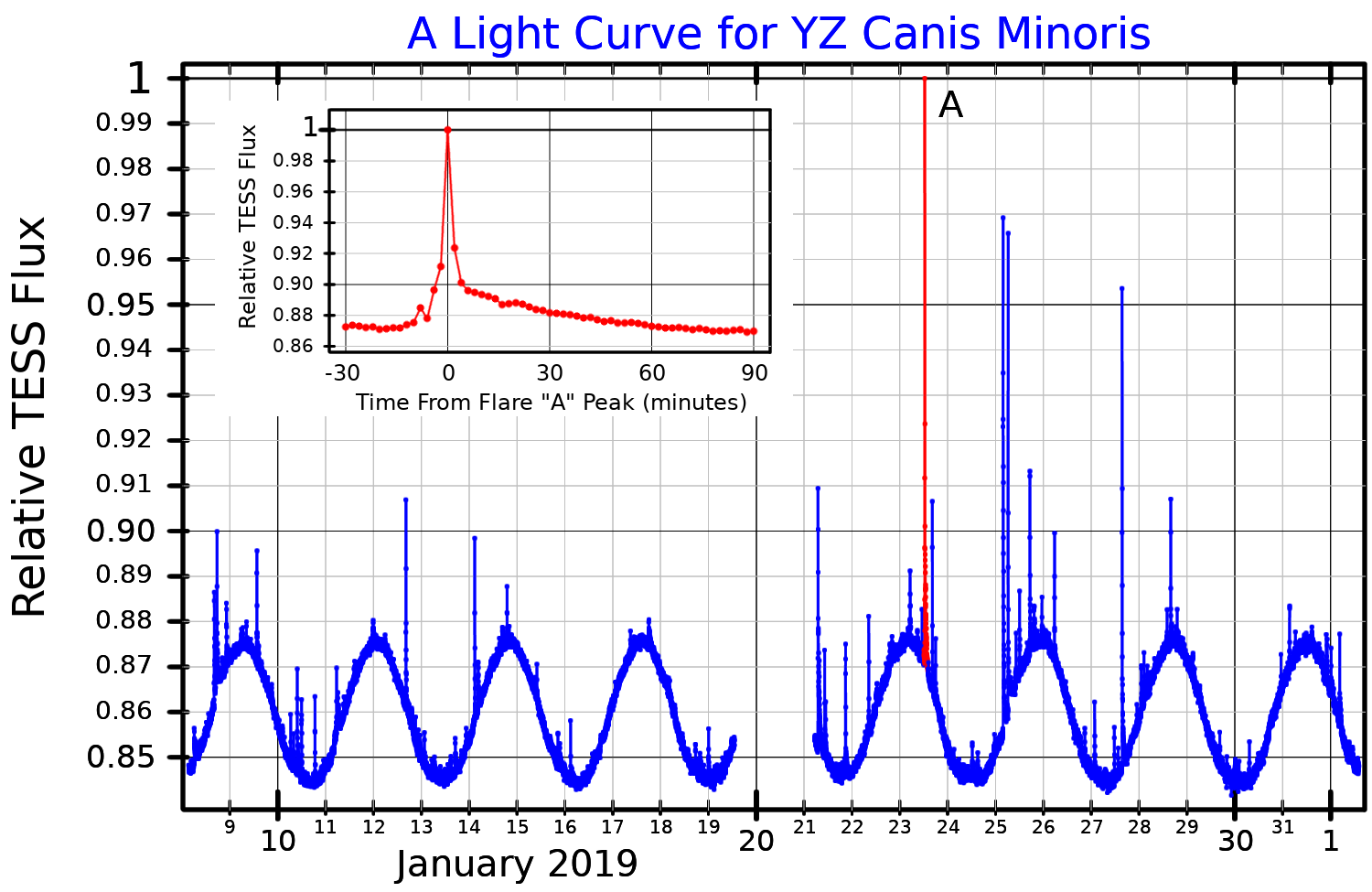
Lichtkromme van YZ CMi

YZ Canis Minoris is een vlamster in het sterrenbeeld Canis Minor met een spectraalklasse van M4.0Ve. De afstand van YZ Canis Minoris is 19,53 lichtjaar.